# Julian Justvan
Julian Justvan (* 2. April 1998 in Landshut) ist ein deutscher Fußballspieler. Der ehemalige Nachwuchsnationalspieler ist offensiv variabel einsetzbar und steht aktuell beim 1. FC Nürnberg unter Vertrag.

## Karriere

### Vereine
Im niederbayerischen Wörth an der Isar begann Justvan beim SV Wörth mit dem Fußballspielen. Nachdem er später für den FC Dingolfing gespielt hatte, wechselte der Spieler für ein Jahr in die Nachwuchsabteilung der SpVgg Greuther Fürth und besuchte bis zum Alter von 14 Jahren dessen vereinsinternes Internat. Anschließend kehrte Justvan nach Dingolfing zurück, spielte wieder für seinen alten Verein und besuchte das örtliche Gymnasium. Nach seinem Wechsel in die B-Jugend des TSV 1860 München pendelte der Jungspieler fünf- bis sechsmal pro Woche zum Training in die Landeshauptstadt und nahm parallel dazu weiterhin am Unterricht in Dingolfing teil. Letztlich entschied sich Justvan aufgrund der hohen Belastung, doch wieder in ein Internat zu ziehen, erlangte in der Folge aber kein Abitur. In der U17 der Löwen bekleidete Justvan verschiedene Mittelfeldpositionen und rückte manches Mal auch auf die Flügel vor. Auf den Außenbahnen gelangen ihm auch die meisten Treffer, die Mannschaft befand sich hingegen im Sommer 2015 im unteren Tabellendrittel. Nach seinem Aufstieg in die A-Jugend des TSV 1860 setzte dessen Trainer Josef Steinberger den Spieler ausschließlich auf der rechten offensiven Außenbahn ein. Auf Links spielte Moritz Heinrich, das Sturmzentrum besetzte die meiste Zeit Christoph Daferner. Gemeinsam erzielte das Offensivtrio über die Hälfte der 72 Münchner Saisontreffer, gleich zu Saisonbeginn wurde beispielsweise der 1. FC Saarbrücken mit 8:0 besiegt. Eine Serie von drei Niederlagen zum Saisonende verhinderte die Staffelmeisterschaft, jedoch konnte man sich als Tabellenzweiter gemeinsam mit dem Staffelsieger 1899 Hoffenheim für die Meisterschaftsendrunde qualifizieren. Dort scheiterten die jungen Löwen schließlich vor rund 15.000 Zuschauern am späteren Meister Borussia Dortmund.
In seiner zweiten Saison als Münchner A-Junior wurde Justvan an die zweite Herrenmannschaft herangeführt, trainierte mit dieser und spielte neunmal für sie in der viertklassigen Regionalliga Bayern. Im März 2017 entschied sich der Offensivspieler dazu, nach Ablauf seines Vertrages am Saisonende nach Wolfsburg zu wechseln. Aufgrund „mehrerer Wechsel in der Führungsebene“ war es zu keinen konkreten Verhandlungen für einen eventuellen Lizenzspielervertrag bei den Sechzgern gekommen. Justvan gab an, zu diesem Zeitpunkt auch ein Angebot des Stadtrivalen FC Bayern erhalten zu haben, letztendlich entschied er sich aber für den VfL Wolfsburg, da er bei den Wölfen, die sich „sehr um ihn bemüht hatten“, „mehr Potenzial“ als bei den Bayern sah. Für deren U23 spielte Justvan in der Regionalliga Nord und schrieb sich parallel dazu an einer Fernuniversität für den Studiengang Sportbetriebswirtschaft ein. Für Wolfsburgs Zweite war der Bayer in der Hinrunde der Saison 2017/18 fast nur als Flügelspieler aktiv, wurde von Trainer Rüdiger Ziehl aber in der Rückserie anstelle von Justin Möbius ins offensive Mittelfeld beordert. In seiner ersten kompletten Saison im Herrenbereich gelangen Justvan in 30 Partien sechs Tore sowie drei Vorlagen. Zwischen Sommer 2017 und Frühjahr 2018 besetzte Justvan abwechseln den Raum hinter den beiden Angreifern oder diente als Sturmpartner von Daniel Hanslik. 14 Scorerpunkte trug er zu den 86 Saisontoren der Mannschaft, die ab dem 9. Spieltag nicht mehr von der Spitzenposition verdrängt werden konnte, bei, und spielte mit ihnen zweimal gegen den Bayernmeister FC Bayern München II um den Aufstieg in die 3. Liga. Einem 3:1 im Hinspiel folgte ein 1:4 in München, woraufhin Wolfsburg II in der Regionalliga verbleiben musste.
Im Gegensatz zu vielen Leistungsträgern der Meistersaison wie Robin Ziegele, Daniel Hanslik oder Richmond Tachie blieb Justvan auch in der Folgesaison beim VfL. Aufgrund eines schlechteren Punkteschnitts stieg nach der in Folge der COVID-19-Pandemie im Frühjahr 2020 abgebrochenen Saison der VfB Lübeck in die 3. Liga auf. Der Offensivspieler wurde neben weiteren Mannschaftskameraden ab Mai desselben Jahres in den Kader der Bundesligamannschaft, die nach einer Saisonpause wieder am Spielbetrieb teilnahm, integriert, kam für sie aber nicht zum Einsatz. Da er in der Offensive Spieler wie Renato Steffen, Wout Weghorst oder Daniel Ginczek vor sich hatte, wechselte Justvan zur Zweitligasaison 2020/21 zum Bundesligaabsteiger SC Paderborn 07, wo er einen Zweijahresvertrag unterschrieb. Paderborns Geschäftsführer Sport Fabian Wohlgemuth lobte im Vorfeld Justvans Dribbling-, Pass- und Abschlussqualitäten.
In Paderborn konnte sich der Neuzugang im offensiven Mittelfeld gegen Marco Terrazzino durchsetzen und wurde häufiger von Beginn an eingesetzt. Beim 3:1 über den SSV Jahn Regensburg bereitete er zwei Tore vor, gegen Erzgebirge Aue machte sein Treffer beim 2:1 den Unterschied und am 8:3 im Rückspiel gegen Aue war er mit einem weiteren Assist beteiligt. Teamintern wurde Justvan vom kicker mit 3,71 benotet, womit er hinter Christopher Antwi-Adjei und vor Johannes Dörfler den zehnten Platz belegte.
Zum Start der Spielzeit 2023/24 wechselte Justvan in die Bundesliga zur TSG 1899 Hoffenheim. Bei seinem Debüt für die TSG im August 2023 beim Pokalspiel gegen den VfB Lübeck erzielte Justvan in der 75. Spielminute auch direkt sein erstes Tor für die Hoffenheimer. In der Hinrunde der Bundesliga kam er aber nur vier weitere Male zum Einsatz und stand dabei nie in der Startelf.
Daraufhin wechselte er im Januar 2024 ligaintern für die restliche Saison per Leihe zum Aufsteiger SV Darmstadt 98. Bei seinem Vereinsdebüt stand er in der Startelf und schoss im sogenannten Hessenderby gegen Eintracht Frankfurt den Anschlusstreffer und damit auch sein erstes Tor in der Bundesliga. Insgesamt erzielte er 2 Tore in 14 Ligaspielen während der Leihe, allerdings stieg Darmstadt am Ende der Saison auf dem 18. Tabellenplatz wieder in die 2. Bundesliga ab.
Mitte August 2024 wechselte Justvan, wenige Tage nachdem er für die TSG 1899 Hoffenheim noch im DFB-Pokal gespielt hatte, zum 1. FC Nürnberg in die 2. Bundesliga und unterschrieb dort einen langfristigen Vertrag.

### Nationalmannschaften
Für die U18 Deutschlands spielte Justvan neben Mannschaftskollegen wie Ridle Baku, Christoph Daferner, Nicklas Shipnoski oder Dominik Franke siebenmal und schoss ein Tor.